# Slovenija na Svetovnem prvenstvu v hokeju na ledu 2014
Slovenija na Svetovnem prvenstvu v hokeju na ledu 2014 D1A, ki je potekalo med 20. in 26. aprilom 2014 v Gojangu. Slovenska reprezentanca je s petimi zmagami in enem porazom osvojila turnir in se uvrstila v elitno divizijo Svetovnega prvenstva za leto 2015.

## Postava
| Pol. | Št. | Hokejist           | Starost (rojstni dan)       | Klub                    |
| ---- | --- | ------------------ | --------------------------- | ----------------------- |
| GK   | 1   | Andrej Hočevar     | 29 let (21. november 1984)  | Dauphins d'Épinal       |
| GK   | 29  | Luka Gračnar       | 20 let (31. oktober 1993)   | Red Bull Salzburg       |
| D    | 2   | Luka Tošič         | 26 let (10. marec 1988)     | Ours de Villard-de-Lans |
| D    | 4   | Andrej Tavželj     | 30 let (14. marec 1984)     | Rouen Dragons           |
| D    | 5   | Mitja Robar        | 31 let (4. januar 1983)     | Krefeld Pinguine        |
| D    | 6   | Miha Štebih        | 22 let (7. april 1992)      | HC Dukla Jihlava        |
| D    | 14  | Matic Podlipnik    | 21 let (9. avgust 1992)     | HC Dukla Jihlava        |
| D    | 15  | Blaž Gregorc       | 24 let (18. januar 1990)    | HC Pardubice            |
| D    | 17  | Žiga Pavlin        | 28 let (30. april 1985)     | IF Troja Ljungby        |
| F    | 3   | Rok Leber          | 21 let (29. april 1992)     | IK Pantern              |
| F    | 7   | Boštjan Goličič    | 24 let (12. junij 1989)     | HC Briançon             |
| F    | 9   | Tomaž Razingar (C) | 34 let (25. april 1979)     | IF Troja Ljungby        |
| F    | 10  | Anže Kuralt        | 22 let (31. oktober 1991)   | Dauphins d'Épinal       |
| F    | 12  | David Rodman       | 30 let (10. september 1983) | IK Oskarshamn           |
| F    | 13  | Jan Muršak         | 26 let (20. januar 1988)    | HK CSKA Moskva          |
| F    | 16  | Aleš Mušič         | 31 let (28. junij 1982)     | HDD Telemach Olimpija   |
| F    | 18  | Jaka Ankerst       | 25 let (27. marec 1989)     | HC Briançon             |
| F    | 19  | Žiga Pance         | 25 let (1. januar 1989)     | HC Bolzano              |
| F    | 20  | Gal Koren          | 22 let (16. januar 1992)    | HKm Zvolen              |
| F    | 22  | Marcel Rodman      | 32 let (25. september 1981) | Schwenninger Wild Wings |
| F    | 96  | Miha Verlič        | 22 let (21. avgust 1991)    | HDD Telemach Olimpija   |
| F    | 26  | Jan Urbas          | 25 let (26. januar 1989)    | EHC München             |

- Selektor: Matjaž Kopitar
- Pomočnik selektorja: Nik Zupančič

## Tekme
| 20. april 2014 | Japonska | 2–1 | Slovenija | Ledena dvorana Gogang, Gogang |

| Poročilo tekme | Poročilo tekme                                                                    | Poročilo tekme  | Poročilo tekme                | Poročilo tekme  |
| -------------- | --------------------------------------------------------------------------------- | --------------- | ----------------------------- | --------------- |
| Začetek: 16:00 | D. Obara (S. Takahaši) – 44:47 D. Akimoto (S. Takahaši, M. Nišivaki) (PP) – 53:13 | (0–0, 0–1, 2–0) | 38:51 – Ž. Pavlin (J. Muršak) | Gledalci: 2.333 |

| 21. april 2014 | Slovenija | 4–0 | Južna Koreja | Ledena dvorana Gogang, Gogang |

| Poročilo tekme | Poročilo tekme | Poročilo tekme  | Poročilo tekme | Poročilo tekme  |
| -------------- | --- | --------------- | -------------- | --------------- |
| Začetek: 19:30 | J. Urbas (A. Mušič, M. Robar) (PP) – 25:51 M. Verlič (R. Leber, A. Kuralt) – 26:47 A. Mušič – 40:39 J. Urbas (SH, ENG) – 59:06 | (0–0, 2–0, 2–0) |                | Gledalci: 2.347 |

| 23. april 2014 | Slovenija | 2–0 | Madžarska | Ledena dvorana Gogang, Gogang |

| Poročilo tekme | Poročilo tekme                                                 | Poročilo tekme  | Poročilo tekme | Poročilo tekme  |
| -------------- | -------------------------------------------------------------- | --------------- | -------------- | --------------- |
| Začetek: 12:30 | T. Razingar (Ž. Pavlin) – 21:47 A. Kuralt (B. Gregorc) – 25:21 | (0–0, 2–0, 0–0) |                | Gledalci: 1.670 |

| 24. april 2014 | Slovenija | 5–3 | Ukrajina | Ledena dvorana Gogang, Gogang |

| Poročilo tekme | Poročilo tekme | Poročilo tekme  | Poročilo tekme | Poročilo tekme  |
| -------------- | --- | --------------- | --- | --------------- |
| Začetek: 12:30 | M. Štebih (B. Goličič, A. Kuralt) – 12:12 J. Urbas (Ž. Pavlin, M. Rodman) – 18:09 A. Mušič (J. Muršak, Ž. Pance) – 42:43 J. Muršak (A. Mušič, M. Robar) (PP) – 46:30 B. Goličič (A. Kuralt, T. Razingar) – 57:04 | (2–0, 0–2, 3–1) | 26:57 – A. Mihnov (J. Navarenko, J. Beluhin (PP) 38:57 – D. Petruhno (O. Materuhin) (PP) 42:13 J. Beluhin (R. Blagi) (PP) | Gledalci: 1.698 |

| 26. april 2014 | Avstrija | 1–3 | Slovenija | Ledena dvorana Gogang, Gogang |

| Poročilo tekme | Poročilo tekme                             | Poročilo tekme  | Poročilo tekme                                                                           | Poročilo tekme  |
| -------------- | ------------------------------------------ | --------------- | ---------------------------------------------------------------------------------------- | --------------- |
| Začetek: 16:00 | B. Petrik (S. Bacher, M. Schiechl) – 35:20 | (0–0, 1–1, 0–2) | 33:44 – J. Urbas 48:49 – J. Urbas (D. Rodman, M. Podlipnik) 58:28 – M. Štebih (J. Urbas) | Gledalci: 1.923 |

## Statistika igralcev

### Vratarji
| #  | Vratar         | OT | OTI | OMIN | PG | PGT  | OUS   | KM |
| -- | -------------- | -- | --- | ---- | -- | ---- | ----- | -- |
| 1  | Andrej Hočevar | 5  | 1   | 59   | 2  | 2,03 | 86,67 | 0  |
| 29 | Luka Gračnar   | 5  | 4   | 240  | 4  | 1,00 | 95,96 | 0  |

### Drsalci
| #  | Hokejist        | OT | DG | DP | TOČ | KM | +/- | ZG | GIV | GIM | SNG |
| -- | --------------- | -- | -- | -- | --- | -- | --- | -- | --- | --- | --- |
| 2  | Luka Tošič      | 5  | 0  | 0  | 0   | 0  | +1  | 0  | 0   | 0   | 0   |
| 3  | Rok Leber       | 5  | 0  | 1  | 1   | 0  | +1  | 0  | 0   | 0   | 1   |
| 4  | Andrej Tavželj  | 5  | 0  | 0  | 0   | 2  | +1  | 0  | 0   | 0   | 11  |
| 5  | Mitja Robar     | 5  | 0  | 2  | 2   | 6  | +3  | 0  | 0   | 0   | 9   |
| 6  | Miha Štebih     | 5  | 2  | 1  | 3   | 10 | +4  | 0  | 0   | 0   | 5   |
| 7  | Boštjan Goličič | 5  | 1  | 1  | 2   | 2  | +2  | 0  | 0   | 0   | 12  |
| 9  | Tomaž Razingar  | 5  | 1  | 1  | 2   | 2  | +4  | 1  | 0   | 0   | 12  |
| 10 | Anže Kuralt     | 5  | 1  | 3  | 4   | 0  | +6  | 0  | 0   | 0   | 3   |
| 12 | David Rodman    | 5  | 0  | 1  | 1   | 8  | +2  | 0  | 0   | 0   | 9   |
| 13 | Jan Muršak      | 5  | 1  | 2  | 3   | 2  | +3  | 0  | 1   | 0   | 19  |
| 14 | Matic Podlipnik | 5  | 0  | 1  | 1   | 0  | +2  | 0  | 0   | 0   | 5   |
| 15 | Blaž Gregorc    | 5  | 0  | 2  | 2   | 4  | +5  | 0  | 0   | 0   | 10  |
| 16 | Aleš Mušič      | 5  | 2  | 1  | 3   | 8  | +4  | 0  | 0   | 0   | 12  |
| 17 | Žiga Pavlin     | 5  | 1  | 2  | 3   | 4  | +5  | 0  | 0   | 0   | 5   |
| 18 | Jaka Ankerst    | 5  | 0  | 0  | 0   | 0  | -1  | 0  | 0   | 0   | 0   |
| 19 | Žiga Pance      | 5  | 0  | 1  | 1   | 2  | +1  | 0  | 0   | 0   | 6   |
| 20 | Gal Koren       | 5  | 0  | 0  | 0   | 0  | 0   | 0  | 0   | 0   | 1   |
| 22 | Marcel Rodman   | 5  | 0  | 2  | 2   | 2  | +4  | 0  | 0   | 0   | 12  |
| 23 | Miha Verlič     | 5  | 1  | 0  | 1   | 8  | +1  | 0  | 0   | 0   | 3   |
| 26 | Jan Urbas       | 5  | 5  | 2  | 7   | 2  | +7  | 2  | 1   | 1   | 18  |